# Maximilien Vox
Maximilien Vox (* 16. Dezember 1894 in Condé-sur-Noireau; † 18. Dezember 1974 in Lurs, bürgerlicher Name Samuel William Théodore Monod) ist der Künstlername eines französischen Schriftstellers und Typograf, von dem die Formenklassifikation nach Vox stammt.
Vox war der älteste Sohn des reformierten Pfarrers und Theologen Wilfred Monod und Bruder des Zoologen und Afrikaforschers Théodore Monod. Er wuchs in Rouen und ab 1909 in Paris auf, wo er den Schulabschluss erreichte. Schon 1914 veröffentlichte er erste humoristische Zeichnungen in französischen Zeitungen, unter anderem der L’Humanité. Ab 1917 lebte er an der Côte d’Azur.
Ab den 1920er Jahren war Vox vor allem als Illustrator tätig und gestaltete Bucheinbände. 1926 erhielt er den Prix Blumenthal. Ab 1926 gab er gemeinsam mit Charles Peignot Les Divertissements Typographiques, eine typografische Vierteljahreszeitschrift, heraus. Er war Gründer der École de Lurs und der Union Bibliophile de France (1942).
Vox, Enric Crous-Vidal, Stanley Morison und José Mendoza y Almeida gehörten der La Graphie Latine (oder Grafia Latina) an, einer künstlerischen Bewegung, die der Kalligrafie und der Eleganz der mediterranen Schriften eine herausragende Bedeutung beimaß und damit den sachlichen Schriften konträr gegenüberstand.
Vox war seit 1917 mit Éliane Poulain verheiratet und hatte mit ihr fünf Söhne, darunter den Anglisten und Übersetzer Sylvère Monod (1921–2006) und den Theaterwissenschaftler Richard Monod (1930–1989).